# 79e division blindée (Royaume-Uni)
Pour les articles homonymes, voir 79e division.
La 79e division blindée britannique était une unité blindée de la British Army spécialement formée pour le développement et la préparation de l'opération Neptune, la phase de débarquement de la bataille de Normandie à partir du 6 juin 1944.
L'unité était composée de véhicules blindés modifiés et spécialisés dans diverses tâches du génie militaire. Ces véhicules étaient surnommés les Hobart's Funnies.
L'unité est particulièrement liée à Sir Percy Hobart qui la dirigea.